# Heinrich Haussler
Heinrich Haussler (ur. 25 lutego 1984 w Inverell, Australia) – australijski kolarz szosowy pochodzenia niemieckiego, zawodnik należącej do dywizji UCI WorldTeams drużyny Bahrain-Merida.
Jest sprinterem, ale dobrze radzi sobie także w wyścigach klasycznych, szczególnie belgijskich.

## Najważniejsze zwycięstwa i sukcesy
2005
- 1. miejsce na 19. etapie Vuelta a España
- 1. miejsce na 1. etapie Critérium du Dauphiné Libéré

2006
- 1. miejsce na 1. i 5. etapie Vuelta a Murcia
- 1. miejsce na 2. i 4. etapie Circuit Franco-Belge

2007
- 1. miejsce na 1. etapie Critérium du Dauphiné Libéré

2008
- 1. miejsce na 5. etapie Bayern Rundfahrt

2009
- 2. miejsce w Tour of Qatar
- 1. miejsce na 1. i 5. etapie Volta ao Algarve
- 1. miejsce na 1. etapie Paryż-Nicea
- 2. miejsce w Mediolan-San Remo
- 2. miejsce w Ronde van Vlaanderen
- 6. miejsce w Paryż-Roubaix
- 1. miejsce w Gp Triberg-schwarzwald
- 1. miejsce na 13. etapie Tour de France
- 1. miejsce na 5. etapie Tour Du Poitou Charentes

2010
- 1. miejsce na 2. etapie Tour de Suisse

2011
- 2. miejsce w Tour of Qatar
  - 1. miejsce na 2. i 3. etapie
- 1. miejsce na 2. etapie Tour of Beijing

2012
- 4. miejsce w Omloop Het Nieuwsblad
- 7. miejsce w Vattenfall Cyclassics
- 3. miejsce w GP Ouest-France

2013
- 4. miejsce w Gandawa-Wevelgem
- 6. miejsce w Ronde van Vlaanderen
- 1. miejsce na 5. etapie Bayern Rundfahrt

2014
- 1. miejsce na 1. etapie Bayern Rundfahrt

2015
- 1. miejsce w Mistrzostwach Australii w kolarstwie szosowym

2016
- 7. miejsce w Mediolan-San Remo
- 6. miejsce w Paryż-Roubaix